# چرا منو انتخاب کردی؟
چرا منو انتخاب کردی؟ (به انگلیسی: Why Pick on Me?) یک فیلم کمدی صامت کوتاه به کارگردانی هال روچ است که در سال ۱۹۱۸ منتشر شد.

## بازیگران
- هارولد لوید
- اسناب پالرد
- ببه دنیلز
- هلن گیلمور
- سمی بروکس
- لو هاروی
- جیمز پروت